# Aéroport de Lac La Biche
L'aéroport de Lac La Biche est un aéroport situé en Alberta, au Canada.